# 世界肾脏日
每年3月的第二个星期四是世界肾脏日（World Kidney Day）。

## 缘起
2006年2月1日，国际肾脏病学会（International Society of Nephrology，简称ISN）和国际肾脏基金联盟（International Federation of Kidney Foundation，简称IFKF）联合提议将每年3月第二个星期四定为世界肾脏日。目的在于提高人们对慢性肾脏病以及相关的心血管疾病和死亡率的认识，并重视在慢性肾脏病的早期的检测和预防方面全球的迫切需求。

## 历年“世界肾脏日”主题
- 2006年：慢性肾病早期检测和预防（Early Detection and Prevention of Chronic Kidney Disease）